# Who’s That Girl? (Eurythmics-Lied)
Who’s That Girl? ist ein Lied von den Eurythmics aus dem Jahr 1983. Das Stück wurde von Annie Lennox und David A. Stewart komponiert, der Text stammt von Annie Lennox.

## Veröffentlichung
Das Lied erschien erstmals im Juni 1983 in Großbritannien in einer 3min 45s langen Version; auf der B-Seite befand sich You Take Some Lentils... And You Take Some Rice. Die Single erreichte Platz 3 der UK Top 40, Platz 5 der irischen Charts, Platz 14 der schwedischen Charts und Platz 28 der Niederländischen Top 40. Um sie zu promoten, ging die Band auf eine Kurztournee durch einige englische Küstenstädte, die Kiss Me Quick Tour genannt wurde. Wenig später erschien eine Maxi-Single, auf der das Titellied in einer knapp siebenminütigen Version enthalten war, die B-Seite wurde um ABC Freeform ergänzt. Im November 1983 war das Lied auf dem Album Touch in einer 4 Min. 45 s. langen Version enthalten. Nach der Veröffentlichung in Nordamerika erreichte die Single im Mai 1984 Platz 21 der US-amerikanischen Billboard Hot 100.

## Text und Musikstil
Der Text des Liedes handelt von einer unerfüllten Liebe. Inspiriert wurde Lennox dazu durch den Umstand, dass sie selber zu dieser Zeit unglücklich verliebt war. Während der Aufnahmen zu dem Lied entstanden auch die später als B-Seite der Single veröffentlichten Stücke ABC Freeform und You Take Some Lentils... And You Take Some Rice. Bei beiden Titeln handelt es sich um für die Band außergewöhnliche Stücke. ABC Freeform basiert auf einem simplen Rhythmus, zu dem Julian Stewart, der Stiefvater von Dave Stewart, mit weinseliger Stimme auf Französisch das Alphabet zweimal aufsagt. Das Lied You Take Some Lentils... And You Take Some Rice ist eine Mischung aus elektronischen Quietschern und dissonanten Tönen über einem simplen Beat. Eine Stimme, deren Herkunft nicht mehr bekannt ist, rezitiert eine Anekdote über ein verrücktes Rezept mit Kohlenhydraten.
Das Lied wird als Ballade charakterisiert. Es beruhe auf einer pseudo-symphonischen Synthesizer-Melodie, bei der rein elektronische Klänge mit eindringlichen Synthesizern kombiniert werden, welche die epische Melodie spielen. Der Gesang von Annie Lennox sei sanft und verführerisch. Das Lied beginnt mit einem langsamen Rhythmus, der vor dem Refrain gesteigert wird. Das Stück endet mit einem unscharfen Gitarreneffekt, der während des Fadeouts ein- und ausgeblendet wird.

## Musikvideo
Zu Beginn des Videos erscheint Annie Lennox als Sängerin in einem Nachtclub, sie trägt eine blonde 1960er-Jahre-Perücke und singt das Lied. Im Publikum sitzt David A. Stewart, der mit verschiedenen Frauen flirtet und mit einem Trinkgelage beschäftigt ist. Unter den Frauen befinden sich unter anderem Hazel O’Connor, Kiki Dee und Siobhan Fahey. Letztere war Stewarts spätere zweite Ehefrau.

## Coverversionen
- 1984: The Flying Pickets
- 1995: Annie Lennox (Liveversion)
- 2004: Naked Raven
- 2006: Eva Mattes
- 2007: Stefano Prada